# Franz Nadler
Franz Xaver Nadler, geboren als Franz Killian Nadler, auch Franz Kilian Nadler (* 9. Juli 1811 in Maschau, Bezirk Podersam, Königreich Böhmen; † 28. April 1876 in Wien), war ein österreichischer Mediziner und Politiker. Er war kaiserlich-königlicher Bezirksarmenarzt und Stadtarmenarzt. Von 1848 bis 1849 war er Abgeordneter des Reichstags.

## Leben und Wirken
Franz Nadler wurde als Sohn des Braumeisters Johann Nadler († 1856) und dessen Ehefrau Johanna geb. Hauschild aus Kaaden römisch-katholisch getauft. Nach dem Schulbesuch schlug er eine medizinische Ausbildung ein. Nadler wurde 1834 an der Medizinischen Fakultät der Universität Wien immatrikuliert, wo er 1837 zum Dr. med. promoviert wurde. Er war viele Jahre als Bezirksarmenarzt in der Inneren Stadt in Wien tätig. Daneben wirkte er auch als Stadtarmenarzt. Als solcher erwarb er sich bleibende Verdienste bei der medizinischen Versorgung der dortigen Bevölkerung in Jahren der Not. 1844 wurde er an der Medizinischen Fakultät der Universität Wien aufgenommen, für die er bis zum Lebensende 1876 nebenamtlich wirkte.
Während des Revolutionsjahres 1848 engagierte er sich in öffentlichen Angelegenheiten. Bei den Wahlen von 1848 wurde er in die verfassunggebende Reichsversammlung gewählt. Er vertrat den Wahlkreis Kaaden und gehörte der parlamentarischen Linken an.
Bis zuletzt war er ordinierter Arzt des Spitals der barmherzigen Schwestern in Wien.
Nadler war Mitglied des Wiener Medizinischen Doctoren-Collegiums, das ihm die Gründung einer nicht unbedeutenden Bibliothek aus den nachgelassenen Büchern von Baron Türkheim verdankte.
Er starb im Alter von 65 Jahren in Wien an Altersschwäche.

## Ehrungen
Nadler war Inhaber des goldenen Verdienstkreuzes. Außerdem wurde er im November 1851 für seinen Patriotismus und seine Verdienste um die Stadt Kaaden zu deren Ehrenbürger ernannt.